# Виконт Алсуотер

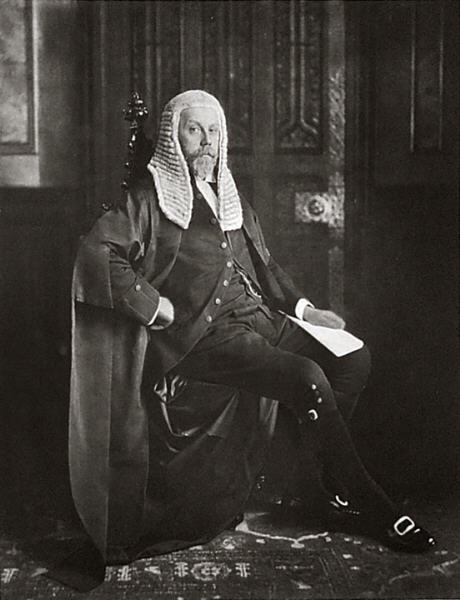
Джеймс Уильям Лоутер, 1-й виконт Алсуотер

Виконт Алсуотер из Кампси-Эйш в графстве Суффолк — наследственный титул в системе Пэрства Соединённого королевства.

## История
Титул виконта Алсуотера был создан 8 июля 1921 года для Джеймса Лоутера (1855—1949). Он трижды избирался депутатом Палаты общин Великобритании, занимал посты заместителя министра иностранных дел (1891—1892), председателя комитета путей и средств (1895—1905), спикера Палаты общин (1905—1921) и старшего тайного советника (1945—1949). Джеймс Лоутер был старшим сыном достопочтенного Уильяма Лоутера (1821—1912), третьего сына достопочтенного Генри Лоутера (1790—1867), второго сына Уильяма Лоутера, 1-го графа Лонсдейла (1757—1844). 1-й виконт Алсуотер прожил 93 года. Его старший сын, достопочтенный Кристофер Лоутер (1887—1935), был консервативным политиком и депутатом Палаты общин от Северного Камберленда (1918—1922). Сын последнего, Джон Артур Лоутер (1910—1942), был личным секретарем герцога Георга Кентского и погиб в авиакатастрофе вместе с ним. В 1949 году виконтство унаследовал семилетний Николас Джеймс Кристофер Лоутер, 2-й виконт Алсуотер (род. 1942), правнук первого виконта. Лорд Алсуотер занимал посты в консервативных администрациях Маргарет Тэтчер и Джона Мейджора. С 2003 года — он является одним из девяноста избранных наследственных пэров, которые остались в Палате лордов после Акта Палаты лордов 1999 года. 2-й виконт Алсуотер находится в родстве с Хью Лоутером, 8-м графом Лонсдейлом (род. 1949).
- Сэр Джерард Лоутер, 1-й баронет (1858—1916), дипломат, посол Великобритании в Османской империи (1908—1913), младший брат 1-го виконта Алсуотера;
- Генерал-майор Сэр Сесил Лоутер (1869—1940), британский военный и политик, младший брат предыдущего.

## Виконты Алсуотер (1921)
- 1921—1949: Джеймс Уильям Лоутер, 1-й виконт Алсуотер (1 апреля 1855 — 27 марта 1949), старший сын достопочтенного Уильяма Лоутера (1821—1912), внук достопочтенного Генри Лоутера (1790—1867), второго сына Уильяма Лоутера, 1-го графа Лонсдейла (1757—1844)
  - достопочтенный Кристофер Уильям Лоутер (18 января 1887 — 7 января 1935), старший сын предыдущего
    - достопочтенный Джон Артур Лоутер (13 октября 1910 — 25 августа 1942), единственный сын предыдущего от первого брака
- 1949 — настоящее время: Николас Джеймс Кристофер Лоутер, 2-й виконт Алсуотер (род. 9 января 1942), единственный сын предыдущего
  - Наследник: достопочтенный Бенджамин Джеймс Лоутер (род. 26 ноября 1975), старший сын предыдущего
    - Наследник наследника: Николас Лоутер (род. 11 января 2009), единственный сын предыдущего.